# Pancy-Courtecon
 Pancy-Courtecon  es una población y comuna francesa, en la región de Picardía, departamento de Aisne, en el distrito de Laon y cantón de Craonne.

## Demografía
| 64 | 67 | 51 | 59 | 56 | 52 |
| Para los censos de 1962 a 1999 la población legal corresponde a la población sin duplicidades (Fuente: INSEE [Consultar]) |    |    |    |    |    |